# Herrschaftsgericht Wörth

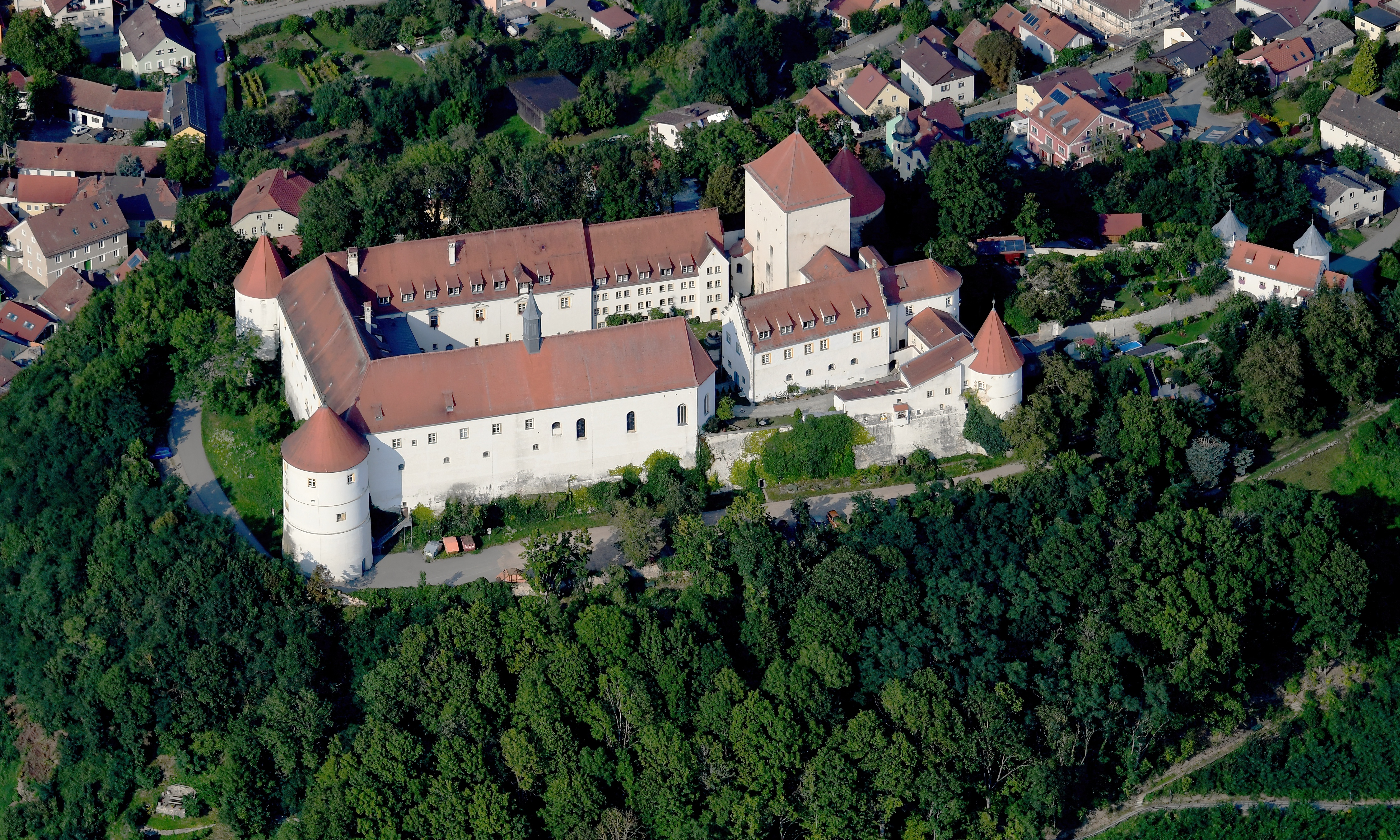
Luftbild des Schlosses Wörth

Das Herrschaftsgericht Wörth war ein Thurn und Taxis’sches Herrschaftsgericht in Wörth an der Donau im heutigen Landkreis Regensburg. Sitz des Gerichts war das Schloss Wörth an der Donau. Es bestand von 1812/14 bis 1848.

## Geschichte
Die Reichsherrschaft Wörth hatte zum Hochstift Regensburg gehört und kam 1803 zum neu geschaffenen Fürstentum Regensburg Karl Theodor von Dalbergs. Nach der Besetzung Regensburgs durch französische Truppen fiel das Fürstentum Regensburg 1809 de facto an das Königreich Bayern. Am 22. Mai 1810 trat Dalberg infolge des am 28. Februar 1810 abgeschlossenen Pariser Vertrags das Fürstentum Regensburg auch formal an das Königreich Bayern ab. 1811 bis 1814 bestand ein bayerisches Landgericht in Wörth.
Im Jahr 1812 wurde die Herrschaft Wörth an Fürst Karl Alexander von Thurn und Taxis als Entschädigung für die aufgehobenen Postrechte als bayerisches Erbmannlehen verliehen. Zunächst handelte es sich um ein Herrschaftsgericht II. Klasse nach dem Edikt vom 16. August 1812. 1814 wurde das Herrschaftsgericht Wörth mit folgendem Umfang gebildet:
- ehemalige Reichsherrschaft Donaustauf
- ehemalige Reichsherrschaft Wörth
- Herrschaft Wiesent-Heilsberg mit der Hofmark Ettersdorf
- ehemalige Hofmarken Lichtenwald und Adlmannstein sowie
- Altenthann

Am 26. Mai 1818 wurden durch die Beilagen IV bzw. VI zur Verfassung des Königreiches Bayern die Rechte der Standesherren und des gutsherrlichen Adels neu geregelt. Den Herrschaftsgerichten stand die Ausübung der Distrikts- und der Ortspolizei („Polizei“ im Sinn von allgemeiner Verwaltung) sowie die volle bürgerliche Gerichtsbarkeit als Befugnisse zu.
1822 wurde die ehemalige Herrschaft Wiesent vom Herrschaftsgericht Wörth abgetrennt und aus ihr ein eigenes Patrimonialgericht I. Klasse gebildet. Im Zuge der Aufhebung der gutsherrlichen Gerichtsbarkeit in der Revolution 1848 bestand dann eine Gerichts- und Polizeibehörde bis 1850, dann wurde das Landgericht älterer Ordnung Wörth gebildet. Das Amtsgericht Wörth war das nachfolgende, von 1879 bis 1959 bestehende Amtsgericht in Wörth an der Donau.